# Vrbice u Roudnice nad Labem
Vrbice (deutsch Wrbitz, auch Werbitz, Wirbitz) ist eine Gemeinde in Tschechien. Sie liegt sieben Kilometer nördlich von Roudnice nad Labem und gehört zum Okres Litoměřice.

## Geographie
Das Dorf befindet sich linksseitig des Flüsschens Obrtka (Obertka). Im Süden erhebt sich der 278 m hohe Kegel des Sovice (Sowitz).
Nachbarorte sind Vrutice und Svařenice im Norden, Mastířovice, Kochovice und Hoštka im Osten, Vetlá im Süden, Chodouny im Südwesten, Lounky im Westen sowie Okna, Záhorecký Mlýn und Polepy im Nordwesten.

## Geschichte
Erstmals urkundlich erwähnt wurde Vrbice im Jahre 1319 und gehörte bis 1331 zum Besitz des Bistums Leitmeritz. Anschließend war das Dorf Teil der Herrschaft Roudnice nad Labem und noch im 14. Jahrhundert entstand eine Feste. 1515 erwarb die Stadt Leitmeritz das Dorf, 1620 verkaufte sie es an den Kreishauptmann Georg Wilhelm Sezyma von Úštěk. Dessen Güter wurden nach der Schlacht am Weißen Berg konfisziert und Vrbice dem Jesuitenkolleg St. Kliment in Prag übergeben, der ihn seiner Herrschaft Liběšice zuordnete. Nach dem Dreißigjährigen Kriege, in dem der Ort vollständig zerstört wurde, holten die Jesuiten deutsche Siedler zum Wiederaufbau des wüsten Dorfes. 1773 wurde der Orden aufgehoben. 1830 hatte Wrbitz 287 Einwohner. 1838 ersteigerte František Lobkowitz den Ort. Bis 1900 war die Bevölkerung auf 457 Menschen angewachsen, die vornehmlich vom Hopfenbau und anderer Landwirtschaft lebten. Pfarrort war Wettel, das bis zum Bau der Schule im Jahre 1875 auch Schulort war. 1919 entstand im Ort eine zweite – tschechische – Schule.
Nach dem Zweiten Weltkrieg wurden die Feuchtgebiete an der Obrtka meliorisiert und für Großflächenwirtschaft von ihrer natürlichen Vegetation befreit. Bei der Záhorecký Mlýn entstand eine Schweinezuchtanlage.

## Ortsgliederung
Die Gemeinde Vrbice besteht aus den Ortsteilen Mastířovice (Mastirowitz), Vetlá (Wettel) und Vrbice (Wrbitz), die zugleich auch Katastralbezirke bilden.

## Sehenswürdigkeiten
- Kapelle St. Florian am Dorfplatz, erbaut 1802 und 1842 um einen Turm erweitert
- Kirche St. Jakob in Vetlá
- Záhorecký Mlýn